# Eumida hutchinsonensis
Eumida hutchinsonensis är en ringmaskart som beskrevs av Perkins 1984. Eumida hutchinsonensis ingår i släktet Eumida och familjen Phyllodocidae. Inga underarter finns listade i Catalogue of Life.